# غوران يوهانسون
غوران يوهانسون (بالسويدية: Göran Johansson)‏ هو سياسي سويدي، ولد في 31 أغسطس 1945 في غوتنبرغ في السويد، وتوفي في 23 أكتوبر 2014 في Kortedala ‏ في السويد. نشط حزبياً في حزب العمال الديمقراطي الاشتراكي السويدي. وقد انتخب Municipal commissioner ‏.